# Interstate 68
Die Interstate 68 (kurz I-68) ist ein Interstate Highway in den Vereinigten Staaten. Sie verbindet die Interstate 79 nahe Morgantown in West Virginia mit der Interstate 70 sowie den U.S. Highway 522 nahe Hancock in Maryland.

## Längen
| Bundesstaat   | Meilen | Kilometer |
|               |        |           |
| West Virginia | 31,5   | 50,7      |
| Maryland      | 81,1   | 130,5     |
|               |        |           |
| Gesamtlänge   | 112,6  | 181,2     |

## Geschichte
Ursprünglich war die Bezeichnung Interstate 68 für den Freeway der U.S. Highways 50 und 301 zwischen Washington D.C. und Annapolis vorgesehen, der heute als Interstate 595 ausgezeichnet wird. Am 7. Juni 1989 genehmigte die American Association of State Highway and Transportation Officials die Bezeichnung Interstate 68 für die Strecke zwischen Morgantown und Hancock.

## Verlauf

### West Virginia
Die Interstate 68 zweigt südlich des Monongahela River von der Interstate 79 in nordöstlicher Richtung ab und kreuzt nach 1,6 Kilometern den U.S. Highway 119. Die Interstate passiert im Nordwesten zunächst die Stadt Morgantown und anschließend den Morgantown Municipal Airport. Westlich der Ortschaft Cheat Lake überquert die Straße den gleichnamigen See und steigt an den nördlichen Ausläufern des Cheat Canyons an. Die I-68 führt südlich am Coopers Rock State Forest entlang. Im Süden der Stadt Bruceton Mills überquert die Straße zunächst den Big Sandy Creek und trifft anschließend auf die West Virginia State Route 26. Östlich von Bruceton Mills verläuft sie durch ländliche und bergige Gebiet. Die Interstate passiert die Orte Brandonville im Norden sowie Hazelton im Süden, bevor sie die Grenze zu Maryland erreicht.

### Maryland
In Maryland verläuft die Interstate 68 weiterhin durch bergiges Gelände und trägt auf der Gesamten Strecke die Bezeichnung National Freeway. Friendsville ist die erste Stadt, die von der I-68 in Maryland passiert wird. Im Westen der Stadt trifft die Straße zunächst auf die Maryland State Route 42 und überquert danach den Youghiogheny River. Ab der Ortschaft Keysers Ridge verlaufen die U.S. Highways 40 und 129 gemeinsam mit der Interstate auf einer Trasse. Nördlich des Savage River State Forests verlässt der US 129 die Trasse bereits wieder. Mit der Überquerung der Savage Mountain erreicht die Interstate 68 den Allegany County. Sie bildet eine südliche Umgehung um die Stadt Frostburg und trifft dabei auf die Maryland State Routes 736 sowie 36.

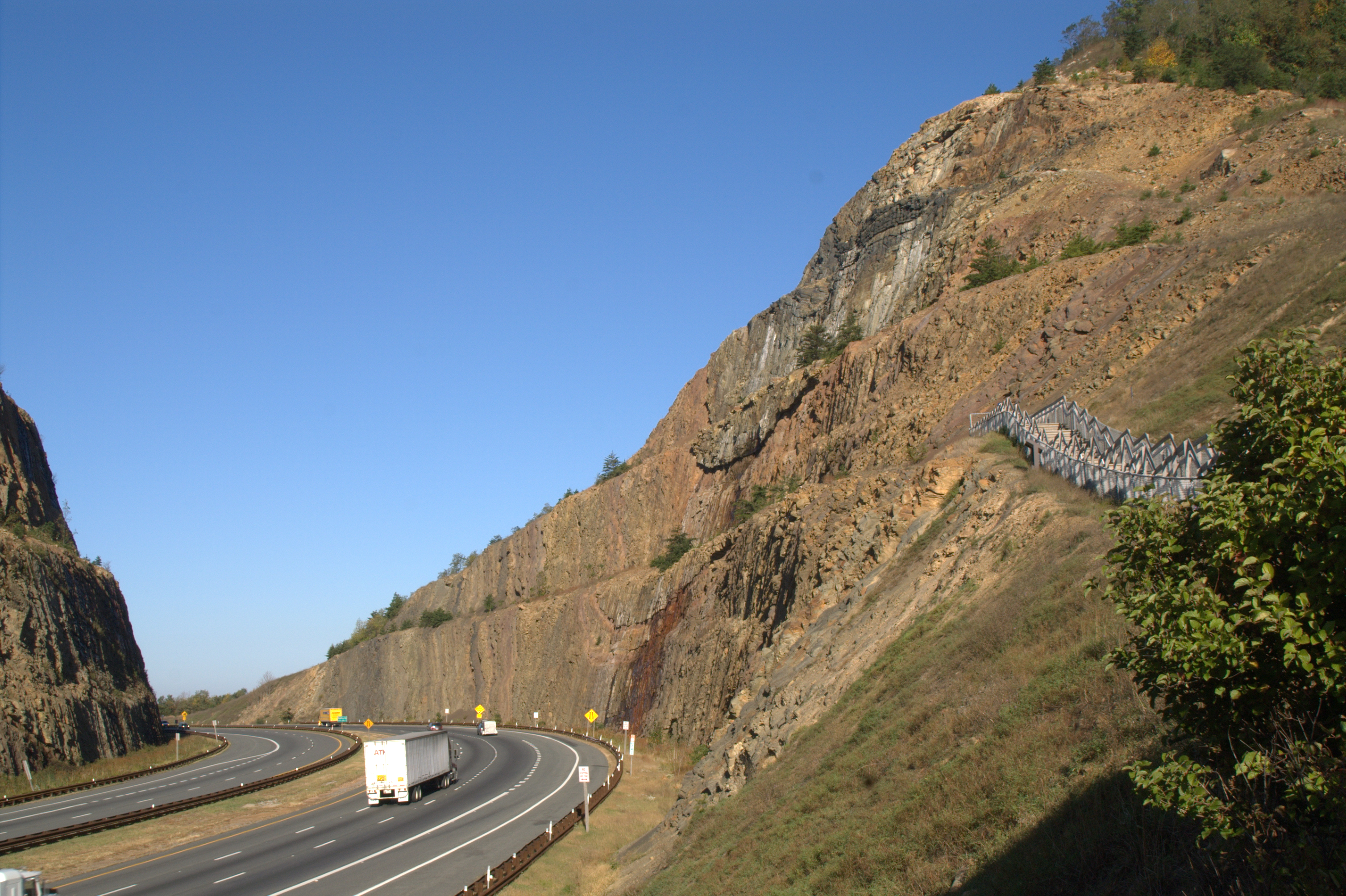
Überquerung der Sideling Hills

Östlich von Frostbrug folgt die Straße dem Tal des Braddock Run und kreuzt die Maryland State Route 658. Nach der Überquerung der Haystack Mountain erreicht die Interstate das Stadtgebiet von Cumberland. Die I-68 verläuft einer gemeinsamen Trasse mit den U.S. Highways 40 und 220 durch die Stadt und überquert im Zentrum den Wills Creek kurz vor seiner Mündung in den Potomac River. Die Interstate 68 verlässt die Stadt in nördlicher Richtung und passiert im Norden den Rocky Gap State Park mit dem Lake Habeeb. Östlich von Flintstone überquert die Straße den Town Creek sowie die Polish Mountain und verläuft durch den Green Ridge State Forest.
Mit der Überquerung des Sideling Hill Creeks erreicht die Interstate 68 den Washington County und überquert danach die Sideling Hills. Sie endet nach insgesamt 181 Kilometern an der Trasse der Interstate 70 und des U.S. Highways 522 im Norden von Hancock.